# 環球石油
環球石油有限公司，簡稱環球石油（英語：AP Oil International Limited，SGX：5AU），在1975年由劉煥珍和何能恩創立一家石油公司。前身為「環球石油貿易私人有限公司」（Huan Chew Oil Trading Pte Ltd）。
該總部位於30 Gul Crescent Jurong Singapore 629535。而股份曾在2001年6月7日於新加坡交易所創業板上市，之後在2004年8月13日轉在主板上市。業務銷售及生產各類石油工業產品。主要地區越南，以及新加坡。
而在2004年9月初，因為參與內幕交易，而2個董事已被當局檢控。

## 連結
- APOil.com.sg （页面存档备份，存于）